# Štěpán Koreš
Štěpán Koreš (* 14. února 1989 v Písku) je český fotbalový záložník, od července 2016 působící v českém klubu FK Dukla Praha.

## Klubová kariéra
Štěpán Koreš začínal s fotbalem v Písku. V 18 letech přestoupil do Slavie, kde prošel nejstarším dorosteneckým týmem a sezónu 2008/09 odehrál v B týmu.

### SK Slavia Praha
V průběhu podzimu 2009 si jej trenér A týmu Karel Jarolím vytáhl pro zápas Ondrášovka Cupu (tehdejší název českého poháru) proti České Lípě, který se hrál v reprezentační přestávce, a postavil jej rovnou do základní sestavy. V prosinci pak při absenci mnoha hráčů A týmu dostal šanci také v Evropské lize, když odehrál 19 minut zápasu proti FC Janov. 5. března 2011 vstřelil svůj první ligový gól, když zvyšoval na konečných 2:0 v zápase 19. kola na hřišti FC Slovan Liberec.

### FK Mladá Boleslav (hostování)
V únoru 2014 odešel ze Slavie do FK Mladá Boleslav na půlroční hostování, přičemž opačným směrem šel Michal Smejkal. Za tým odehrál během svého působení 10 střetnutí, ve kterých se 2x gólově prosadil.

### SK Dynamo České Budějovice (hostování)
V létě 2014 odešel na další hostování, tentokrát do Dynama Č. Budějovice, které se po roce vrátilo do 1. české ligy. Skóroval hned v prvním kole proti FC Slovan Liberec, kde srovnával na konečných 1:1. Po půl roce se vrátil předčasně do Slavii. Za České Budějovice vstřelil dvě branky v osmi zápasech.

### FC Fastav Zlín (hostování)
Před sezonou 2015/16 byl na zkoušce v týmu FC Fastav Zlín, tehdejšího nováčka 1. ligy. Na testech uspěl a odešel do klubu na roční hostování. V týmu Zlína vstřelil za sezonu 7 branek ve 29 střetnutích.

### FK Dukla Praha
Po návratu ze Zlína Korešovi ve Slavii vypršela profesionální smlouva a rozhodl se odejít do Dukly Praha. S týmem podepsal smlouvu do léta 2018.